# Rhin-Westerwald (parc naturel)

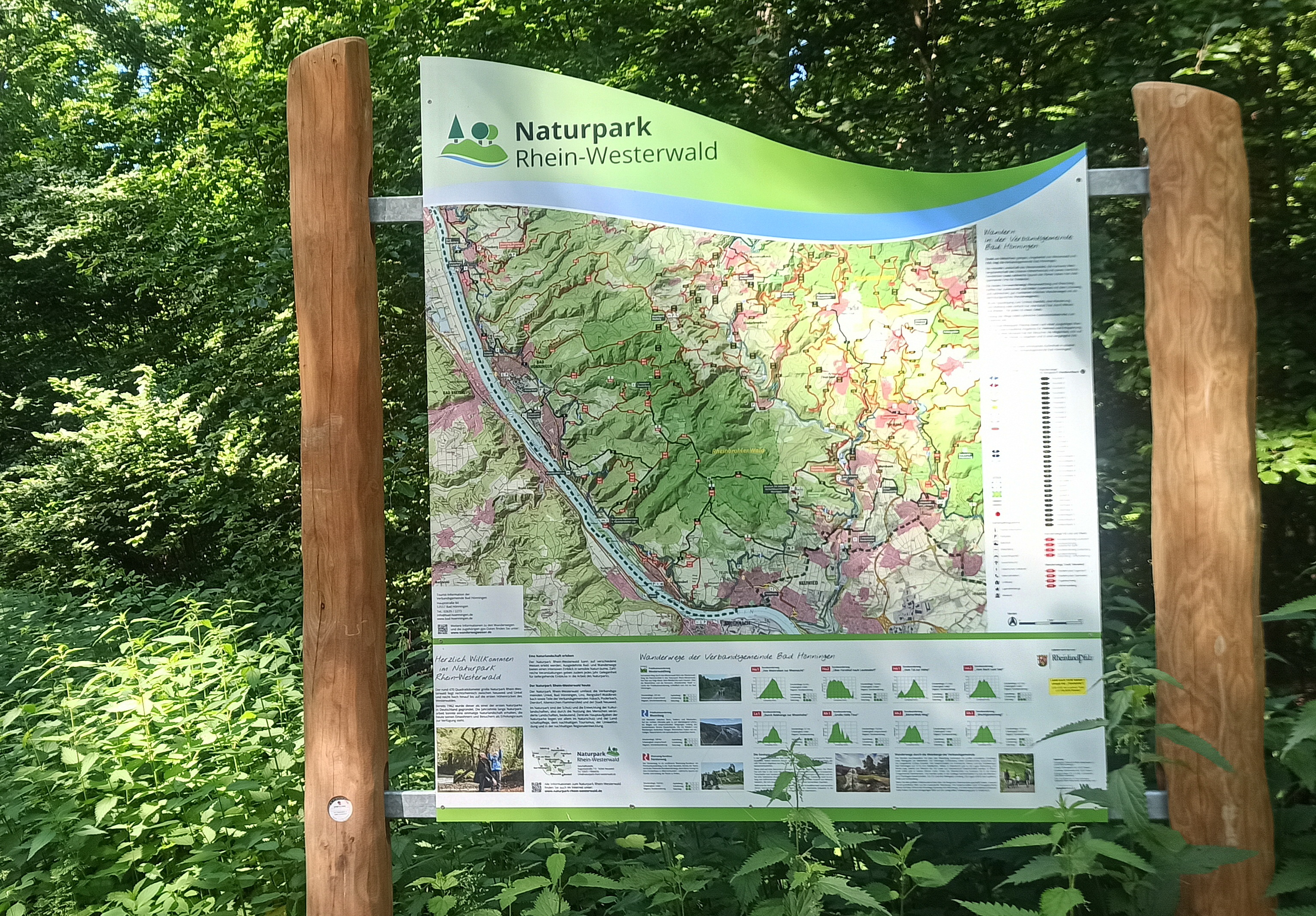
Panneau d'affichage dans le parc naturel. Photo de juin 2021

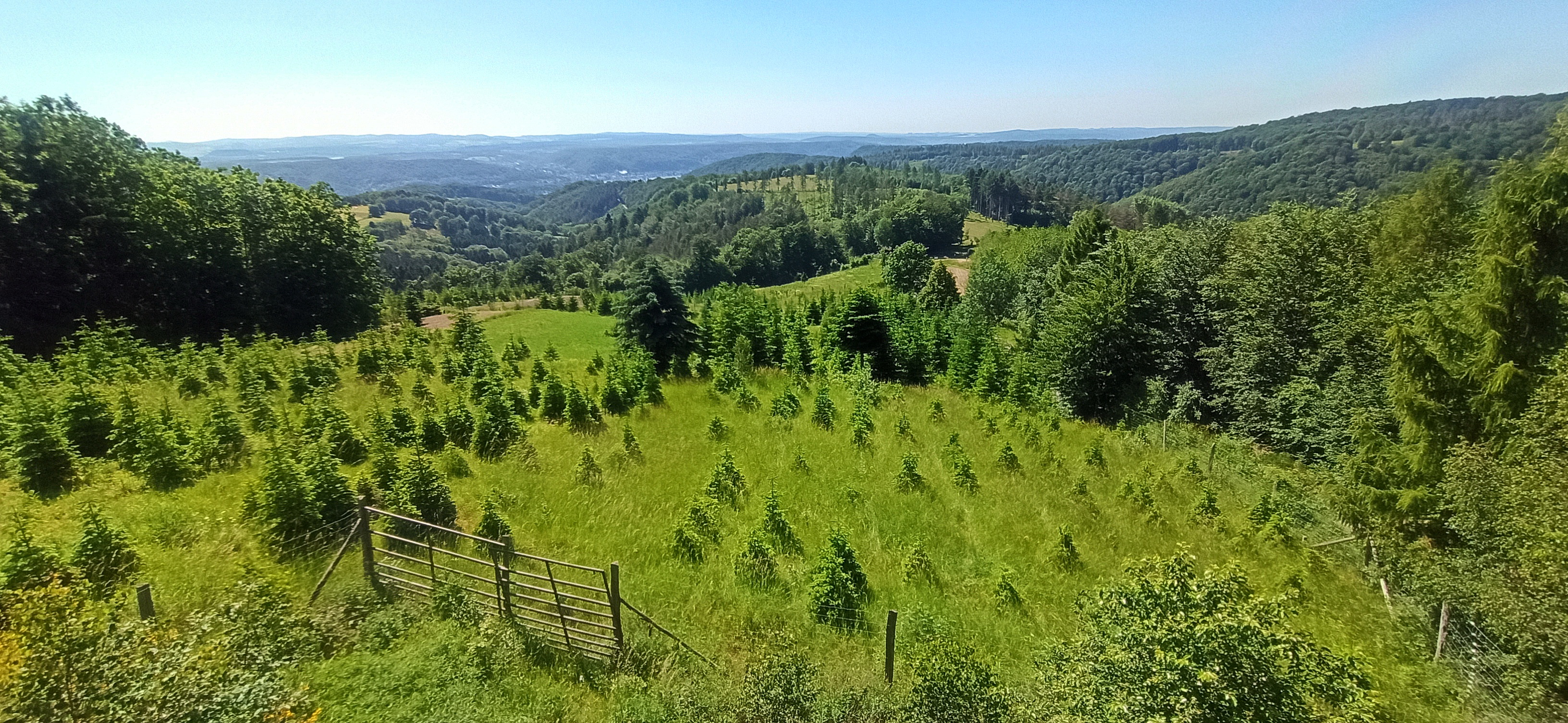
Vue depuis le tracé du limes (tour de guet romaine IX) en forêt de Rheinbrohl vers la vallée du Rhin avec l'Eifel en arrière-plan. Photo de juin 2021

Le parc naturel Rhin-Westerwald (Rhein-Westerwald), d’une superficie d’environ 470 km² se trouve à droite du Rhin dans le nord de la Rhénanie-Palatinat, le long du Rhin entre les localités de Neuwied et de Unkel. 
Le parc s’étend depuis les rives droite du Rhin en passant par les terrasses alluviales jusqu’aux hauteurs de la dorsale boisée du Niederwesterwald. Créé en 1962, le parc a célébré en 2012 ses 50 ans d’existence. Il est un des plus anciens parcs naturels en Allemagne. Il est administré par l’association Naturpark Rhein-Westerwald e.V..
L'idée initiale et la réglementation pour le parc sont définies dans une ordonnance du ministère de l’agriculture, de la viticulture et de la protection de l’environnement du land Rhénanie-Palatinat datant de 1978. Cette réglementation limite, entre autres, les constructions ou autres interventions humaines dans ces paysages naturels et culturels.
La classification comme Parc Naturel donne la priorité à la préservation de la beauté et aux particularités des paysages, pour maintenir la valeur particulière qu’offre cette région pour la détente et la recréation. Ainsi, les pentes (en grande partie viticoles) à droite du Rhin de même que les contreforts du Westerwald (faisant partie du massif schisteux rhénan) sont protégés depuis Neuwied jusqu’à la limite nord de la Rhénanie-Palatinat.

## Situation géographique
Le parc naturel s’étend sur une partie des arrondissements ruraux de Neuwied et de Altenkirchen. Les communes administratives suivantes se situent dans le parc :
- Asbach
- Bad Hönningen
- Dierdorf
- Flammersfeld
- Linz am Rhein
- Neuwied
- Puderbach
- Rengsdorf-Waldbreitbach
- Unkel

## Les zones centrales
Sont identifiés comme zones centrales : Les forêts de Rheinbrohl (Rheinbrohler Wald), de Heimbach (Heimbacher Wald), de Märker (Märker Wald), la vallée du Fockenbach et la campagne Lahrer Herrlichkeit (de). Ces endroits sont particulièrement authentiques et invitent à une recréation on toute quiétude dans un cadre naturel.

## Références

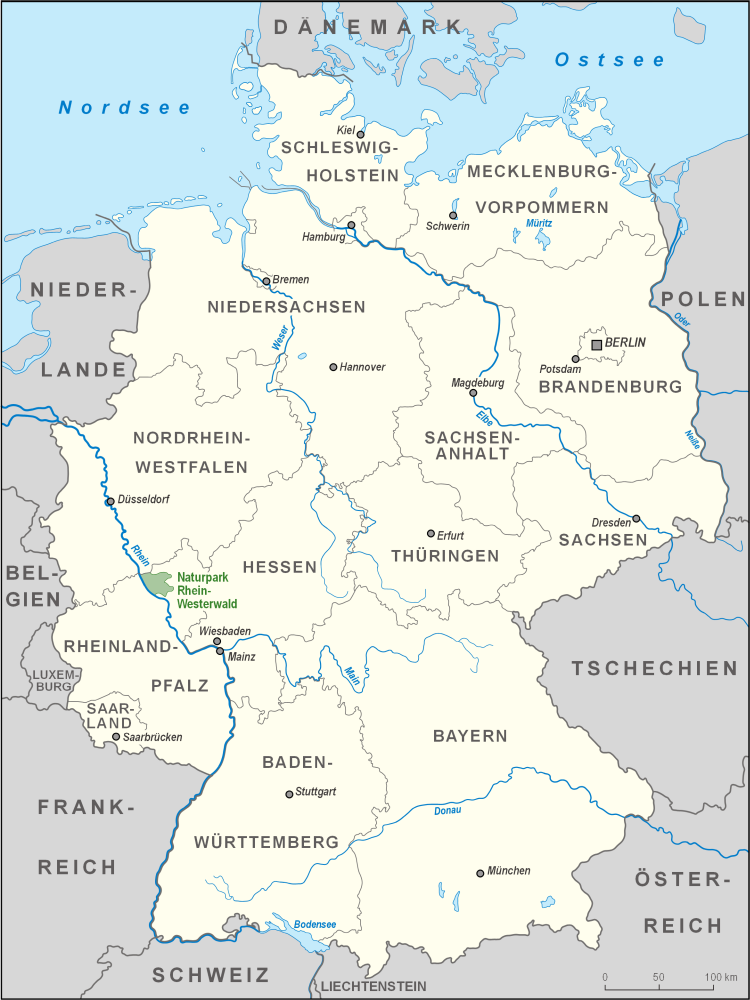
Situation géographique du Parc naturel de Rhin-Westerwald